# Ieda Maria Alves
Ieda Maria Alves é uma linguista brasileira conhecida por suas pesquisas sobre neologia, lexicologia, lexicografia e terminologia. É professora titular da Faculdade de Filosofia, Letras e Ciências Humanas da Universidade de São Paulo.